# Електрозаводська (станція метро, Велика кільцева лінія)
55°46′52″ пн. ш. 37°42′11″ сх. д. / 55.78111° пн. ш. 37.70306° сх. д.
«Електрозаводська» (рос. Электрозаводская) — станція Великої кільцевої лінії Московського метрополітену. Має пересадку на однойменну станцію Арбатсько-Покровської лінії. З моменту відкриття і до 16 лютого 2023 року функціонувала у складі Некрасовської лінії – була її кінцевою станцією. Розташована у Басманному районі (ЦАО) та районі Соколина Гора (САО). Відкрито 31 грудня 2020

## Конструкція
Колонна трипрогінна станція мілкого закладення (глибина закладення — 20 м) з однією прямою острівною платформою.

## Колійний розвиток
За станцією в бік станції «Лефортово» розташовано одноколійний оборотний тупик, у якому здійснюється оборот потягів з триразовою зміною кабіни управління..

## Оздоблення
Дизайн вестибюля і платформи станції виконані у стилі хай-тек. Стіни — зі скла, а підлога — з граніту. Для освітлення станції використовують світлодіоди, що розташовані у декоративних нішах у формі кілець. Сяючі кола-ілюмінатори створюють неповторний стиль і додають додатковий обсяг всьому вигляду станції.
Вхід в наземний вестибюль повністю прозорий, а його фасад покрито перфорованими панелями, які створюють ілюзію тривимірного простору.
Ще однією архітектурною особливістю нової станції — дизайнерські вентиляційні ятки у вигляді геометричних фігур, які встановлені поруч із вхідною групою.

## Пересадки
- Електрозаводська
- Електрозаводська
- Електрозаводська
- А: м3, м3к, 59, 86, 552, т22, т32, т88, н3